# Районный музейный комплекс имени Наполеона Орды
Районный музейный комплекс имени Наполеона Орды (бел. Раённы музейны комплекс імя Напалеона Орды) — музей в Вороцевичи Ивановского района Брестской области Беларуси.
Музейный комплекс основан на основании решения № 532 Ивановского райисполкома от 21 июня 2005 года «О создании районного музейного комплекса Н. Орды в д. Вороцевичи отдела культуры Ивановского райисполкома».

## Описание

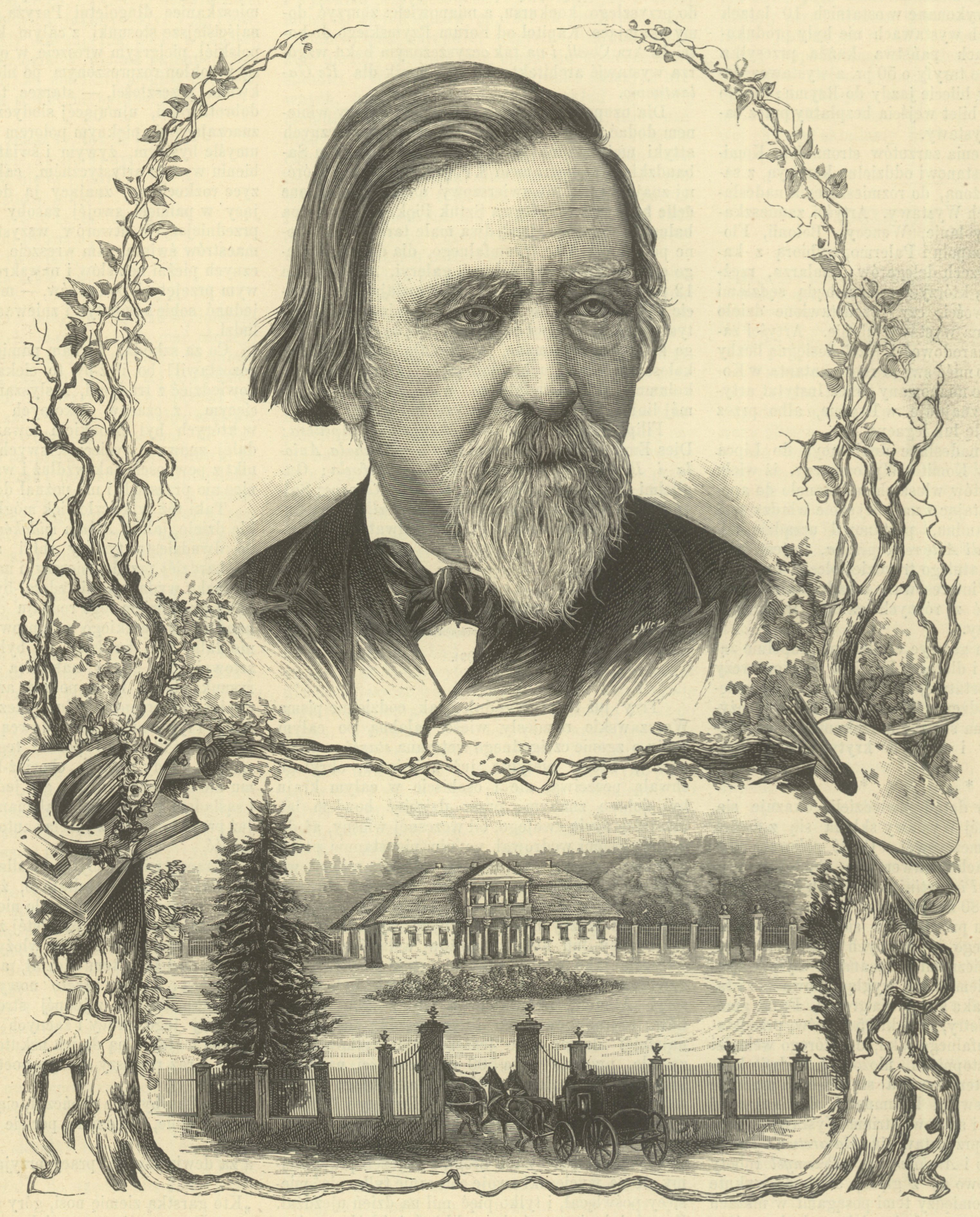
Наполеон Орда и панорама Вороцевич

На малой родине художника Наполеона Орды в деревне Вороцевичи создан музейный комплекс: открыты картинная галерея и музей Н. Орды. Картинная галерея первых посетителей начала принимать с августа 2007 года.
В апреле 2016 года открыта экспозиция музея Н. Орды.
Фонды музея — наиболее значимые коллекции музея: изобразительное искусство, вещевая, документы.

## Экспозиции
Экспозиция музея
- В первом зале картинной галереи представлены объекты историко-культурного наследия Ивановского района.

- Второй зал «Открытые фонды» отдан на представление всех основных музейных коллекций: филателия, фалеристика, декоративно-прикладное искусство и изобразительное искусство. В третьем зале экспонируется выставка «Ордовские просторы». На ней представлены картины, написанные на 6-ти пленэрах, проводимых районным музейным комплексом Н. Орды.

- Четвертый зал отдан региональному искусству. В этом зале представлены работы художников, уроженцев Ивановского района.

- Пятый зал — выставочный.

Экспозиция музея разместилась в пяти выставочных залах.
- Первый зал знакомит посетителей с детством художника и композитора — его семьей, родовым имением, историей раскопок в Вороцевичах.

- Второй зал посвящен французскому периоду в жизни Наполеона Орды.

- В третьем зале представлены работы художника — копии акварелей, рисунков и литографий.

- Путешествие во времени происходит в четвертом зале, где разместилась выставка работ «Век XIX в гостях у века XXI» гродненского фотохудожника Андрея Янковского.

- Пятый зал украшен работами Наполеона Орды и предназначен для проведения заседаний, научных и практических конференций, семинаров и торжественной регистрации браков.

Усадебный дом Наполеона Орды
Экспозиция Усадебного дома Наполеона Орда разместилась в 12 комнатах: холл, комната шляхты, родовая комната, рабочий кабинет, мастерская, гостевая, столовая, буфетная, портретная, ванная, спальня матери художника Юзефины Бутримович и комната его племянницы Хелены Скирмунт.

## Галерея

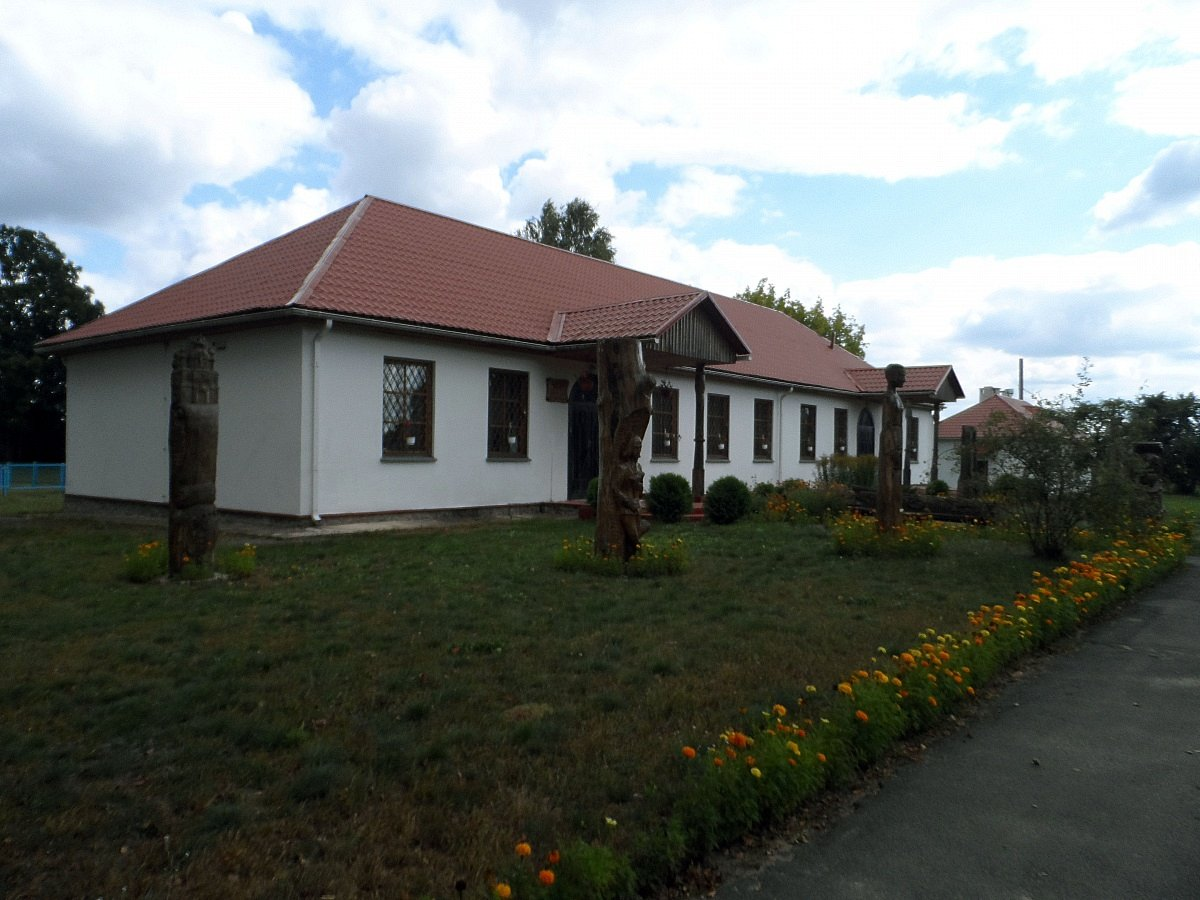
Здание музея
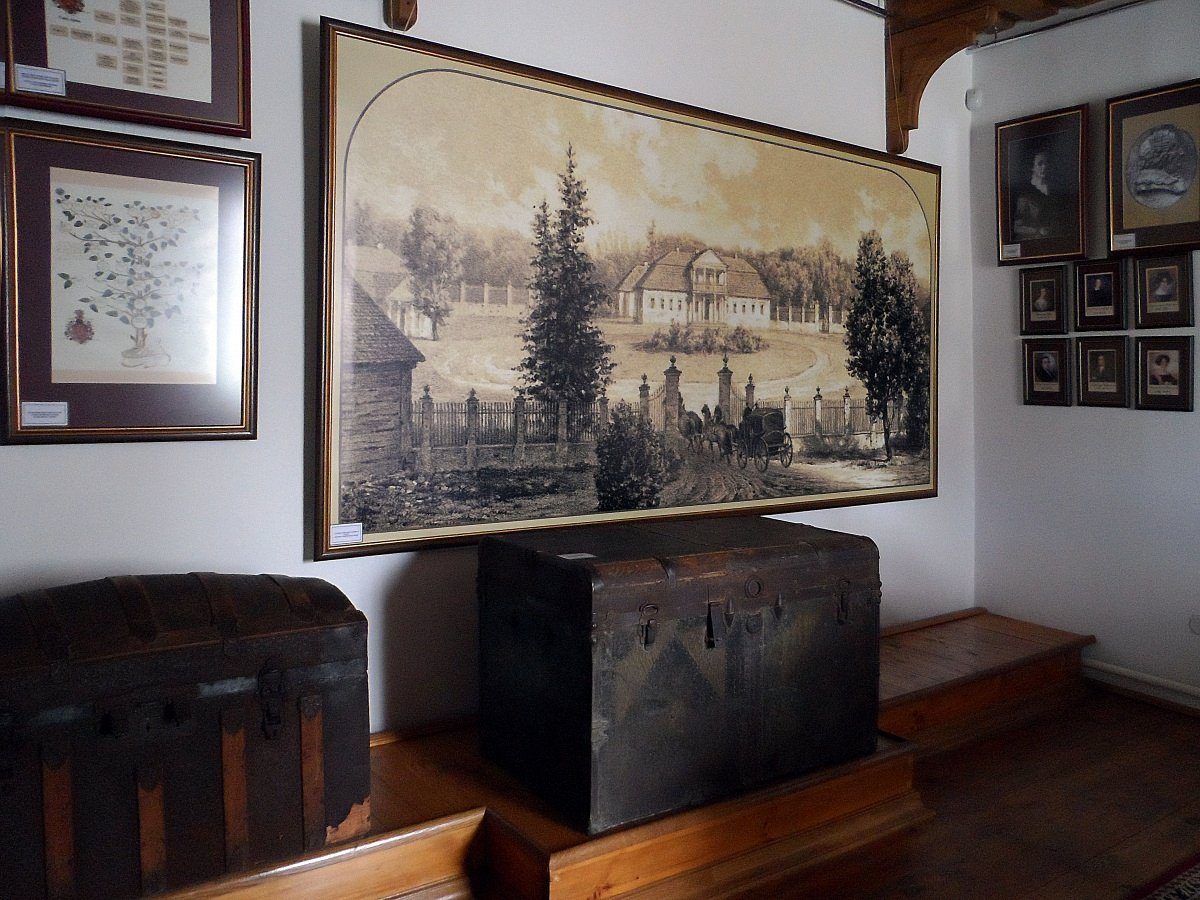
Сундук, найденный в подвале усадебного дома Орды
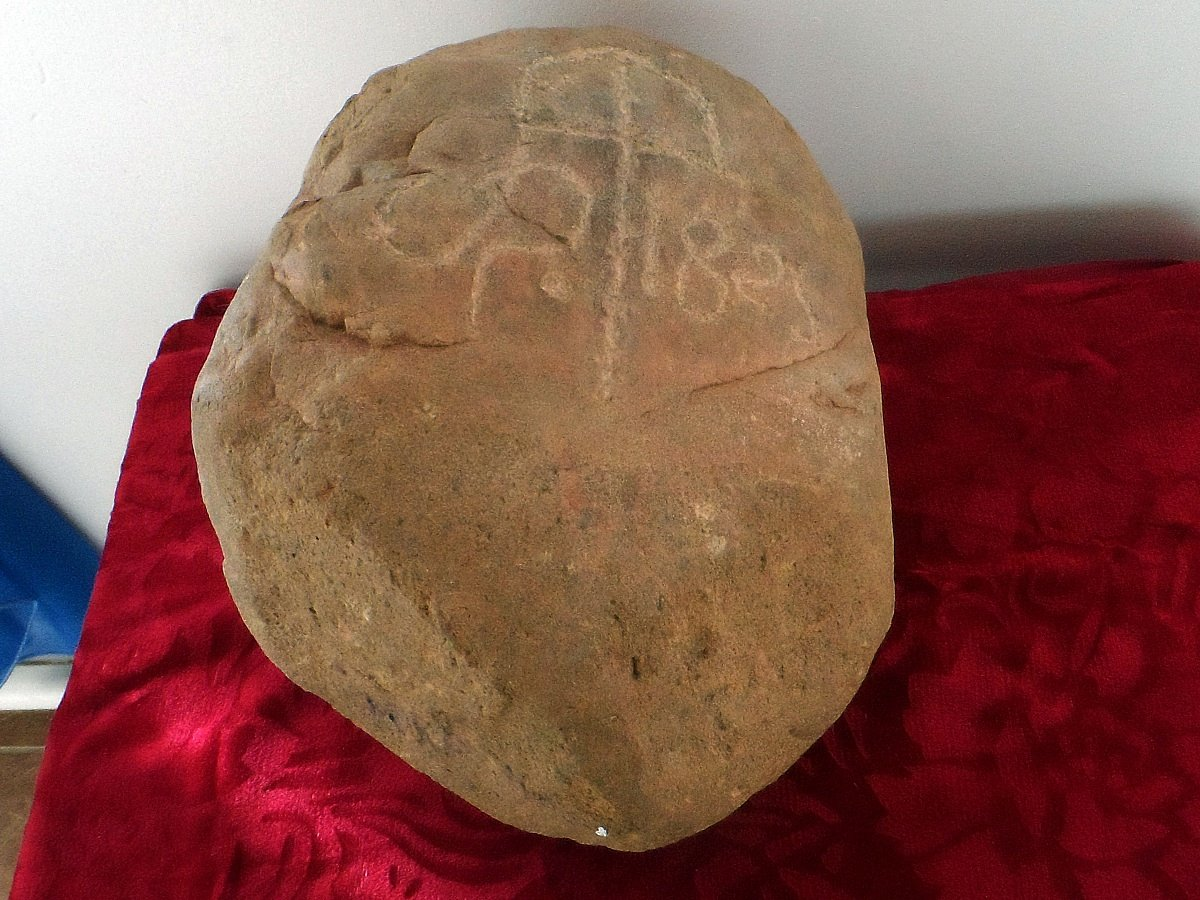
Камень с дуги Струве
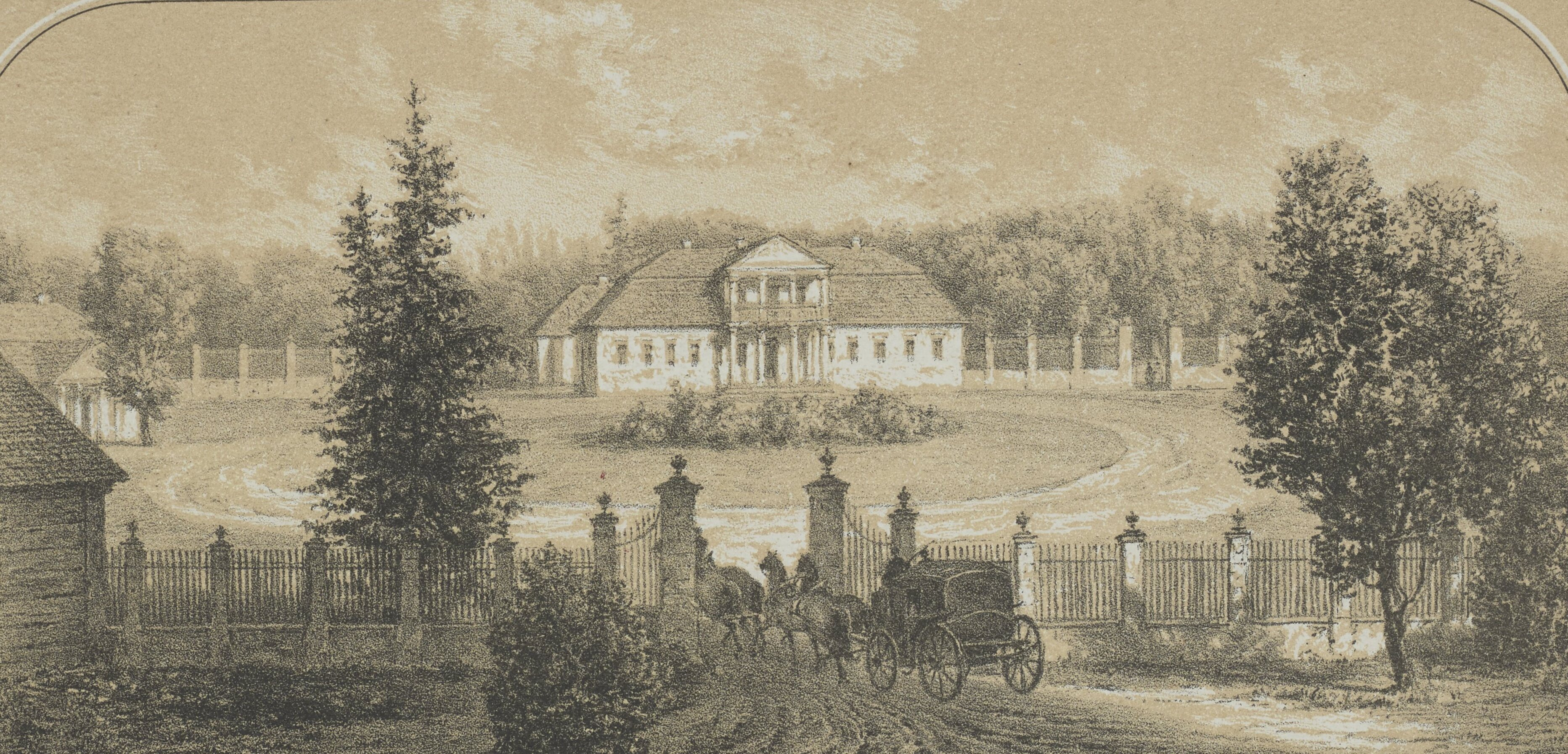
Усадьба Ордов. Литография Н. Орды 1860 года
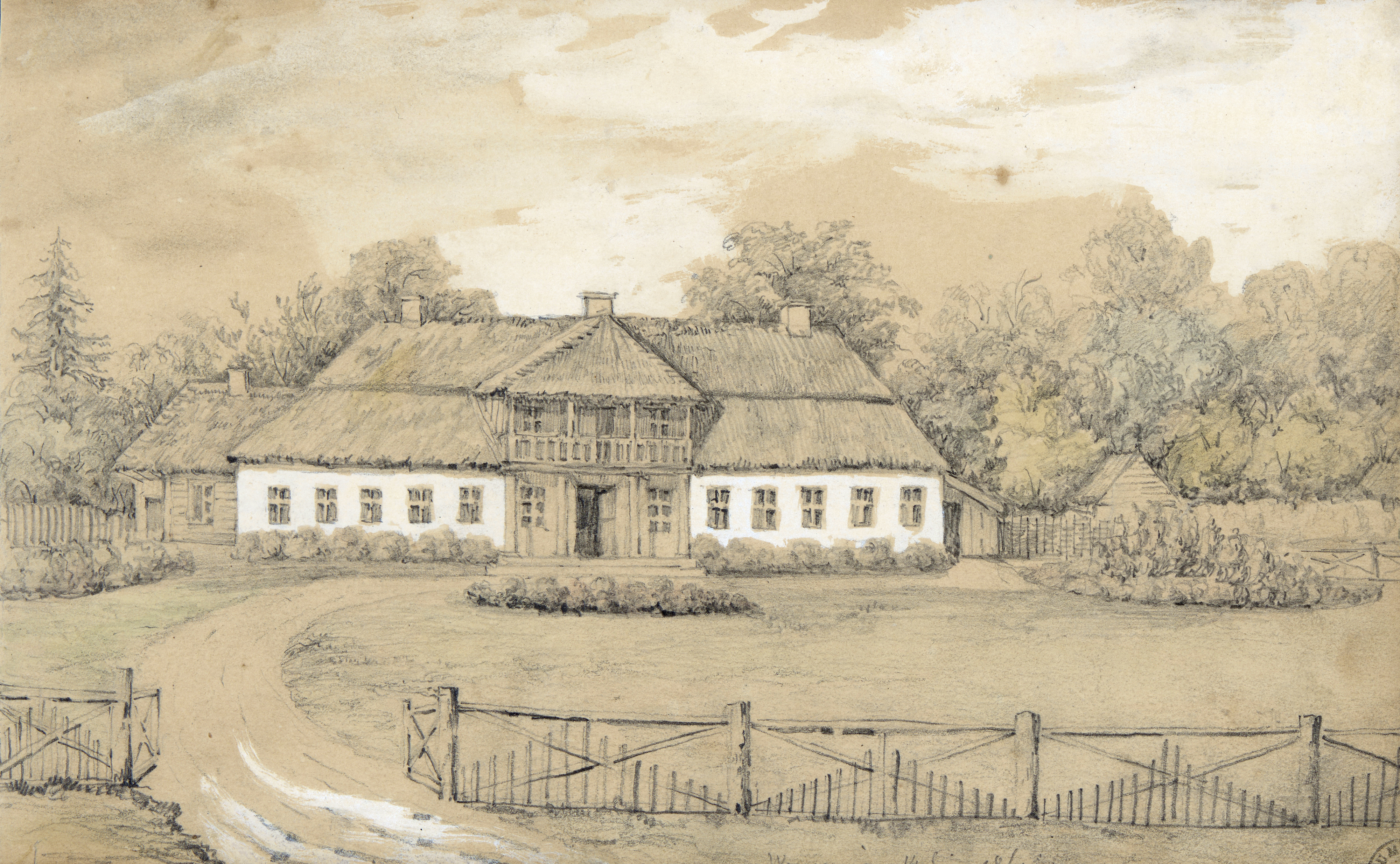
Усадьба. 1860
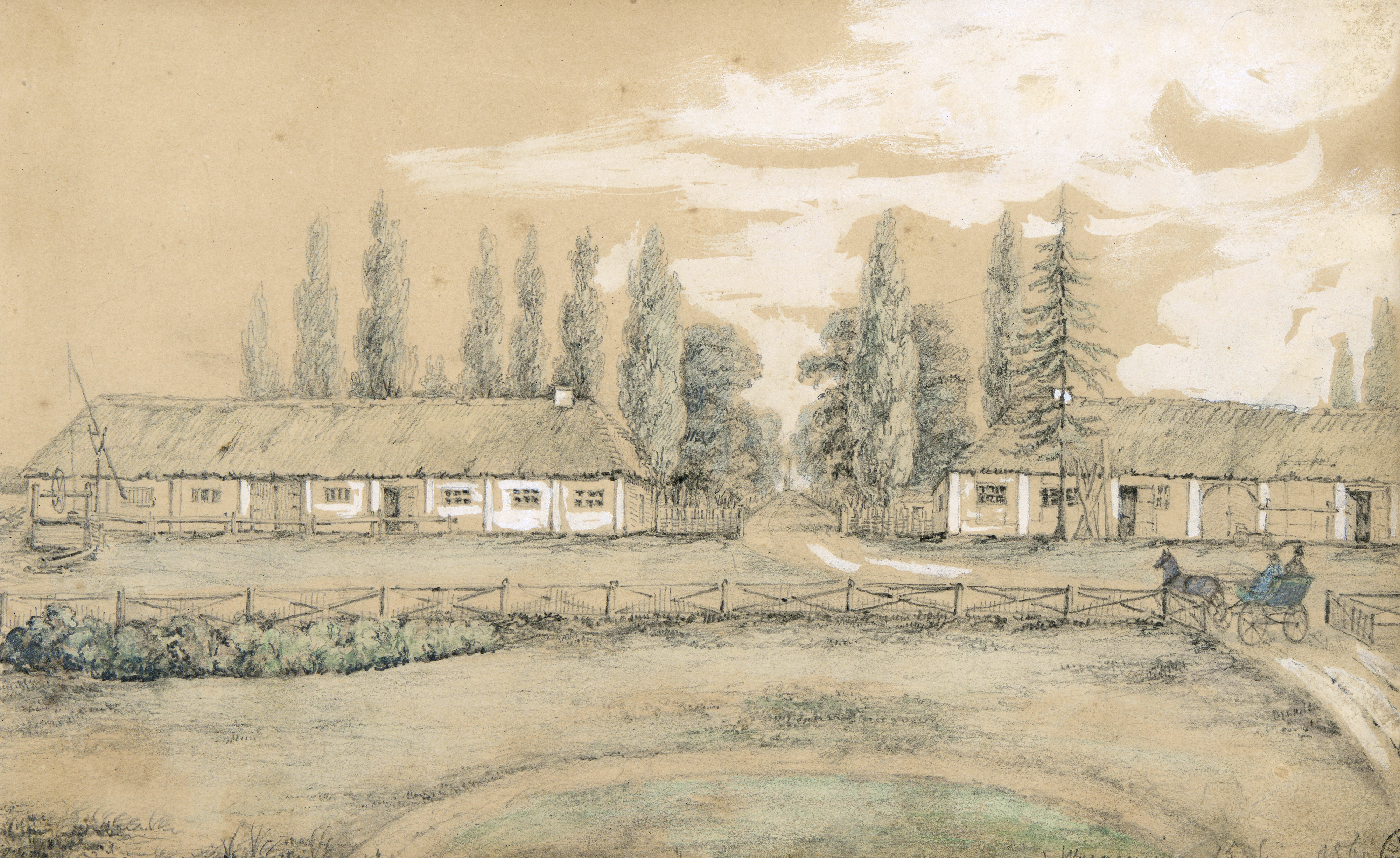
Усадьба. 1860
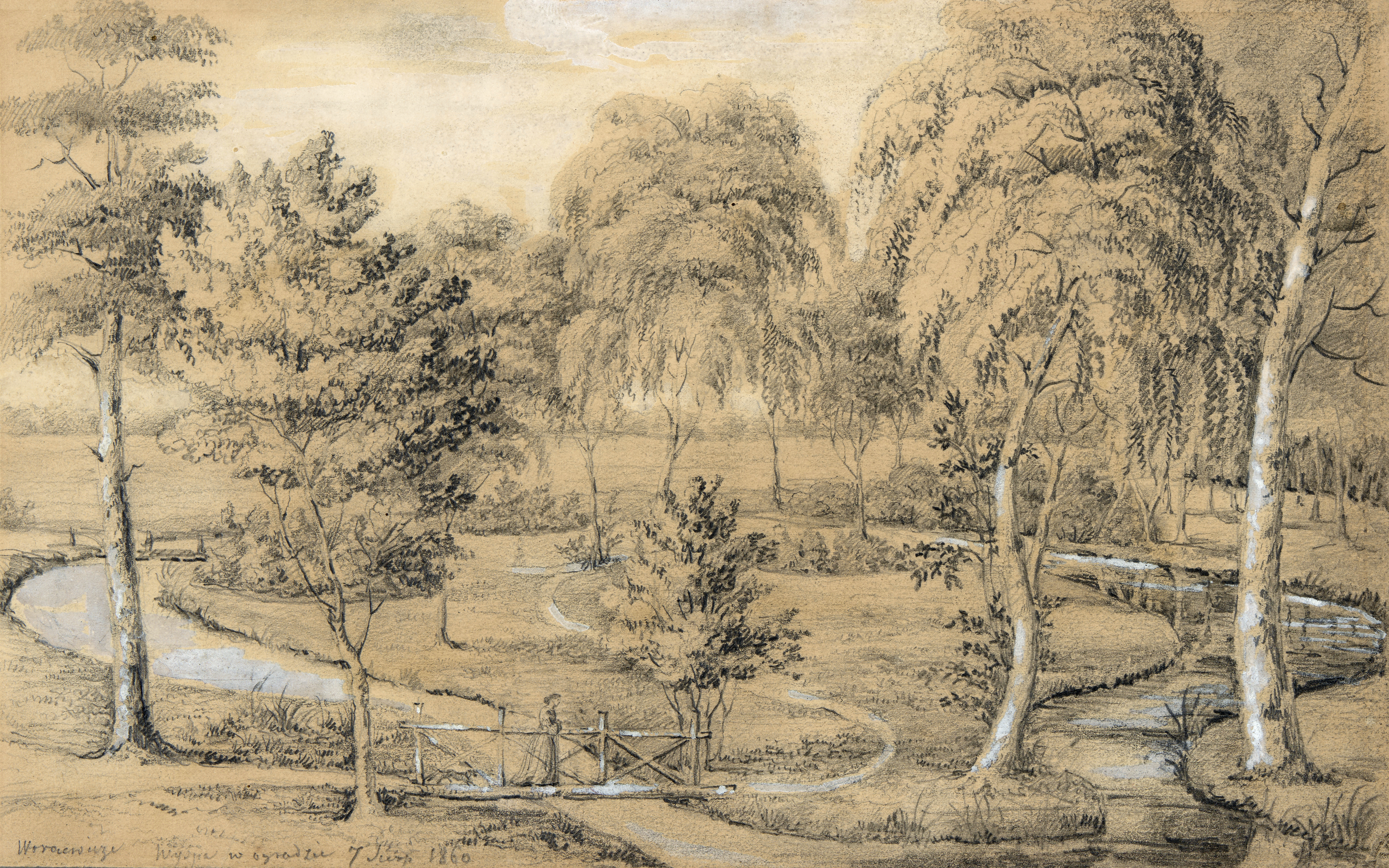
Усадьба. 1860
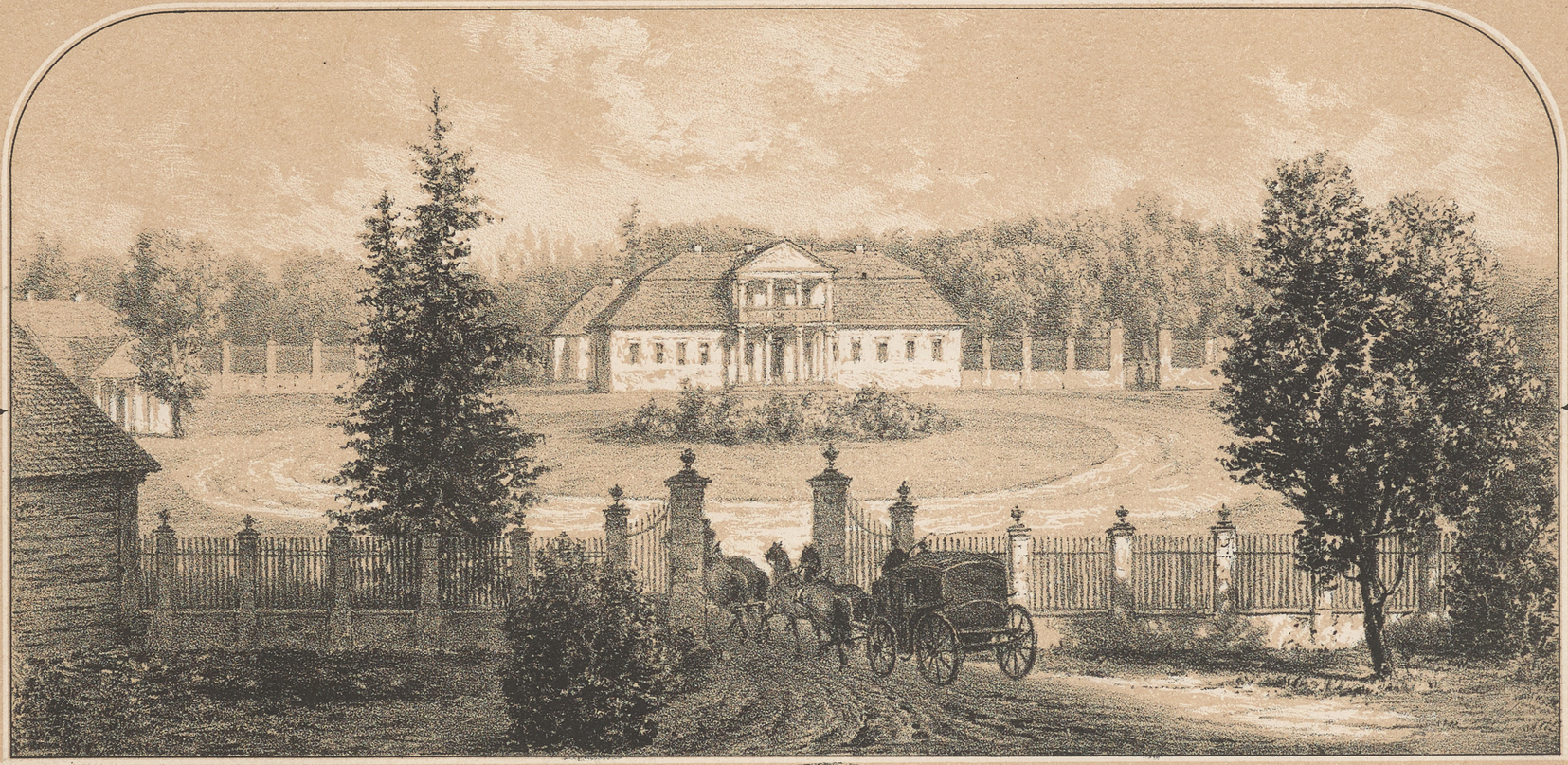
Усадьба. 1875
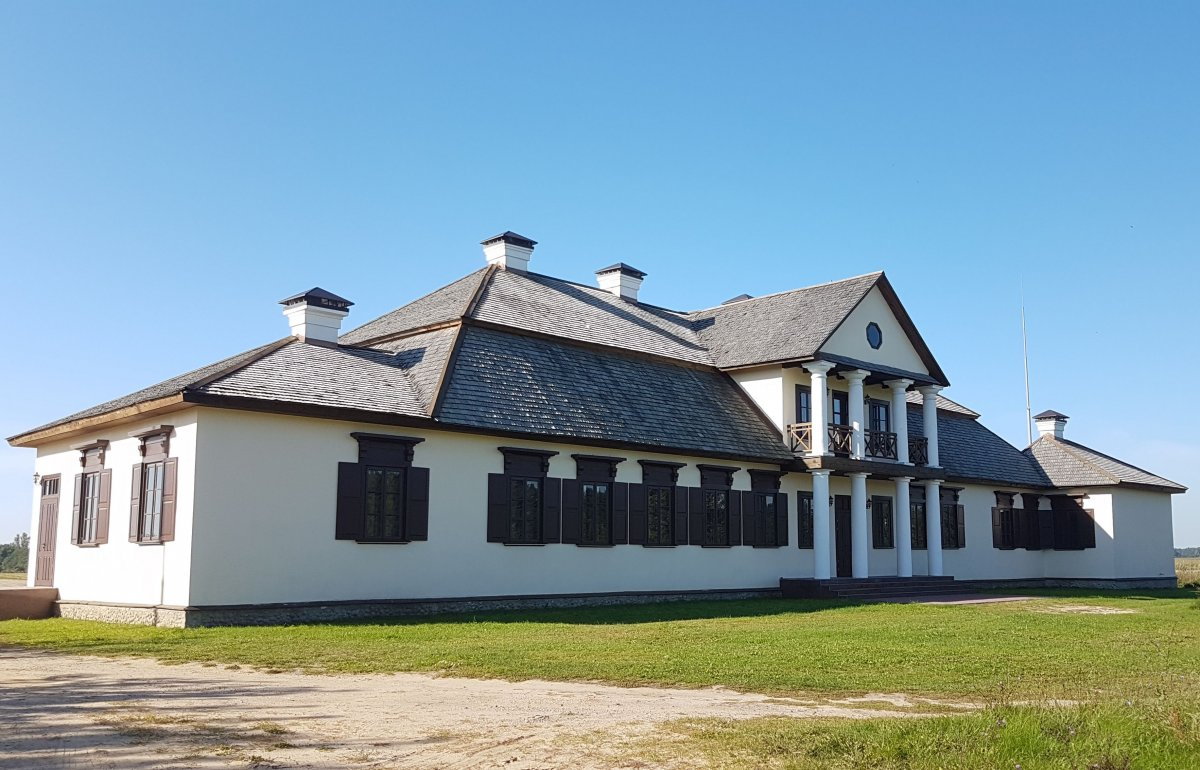
Усадьба
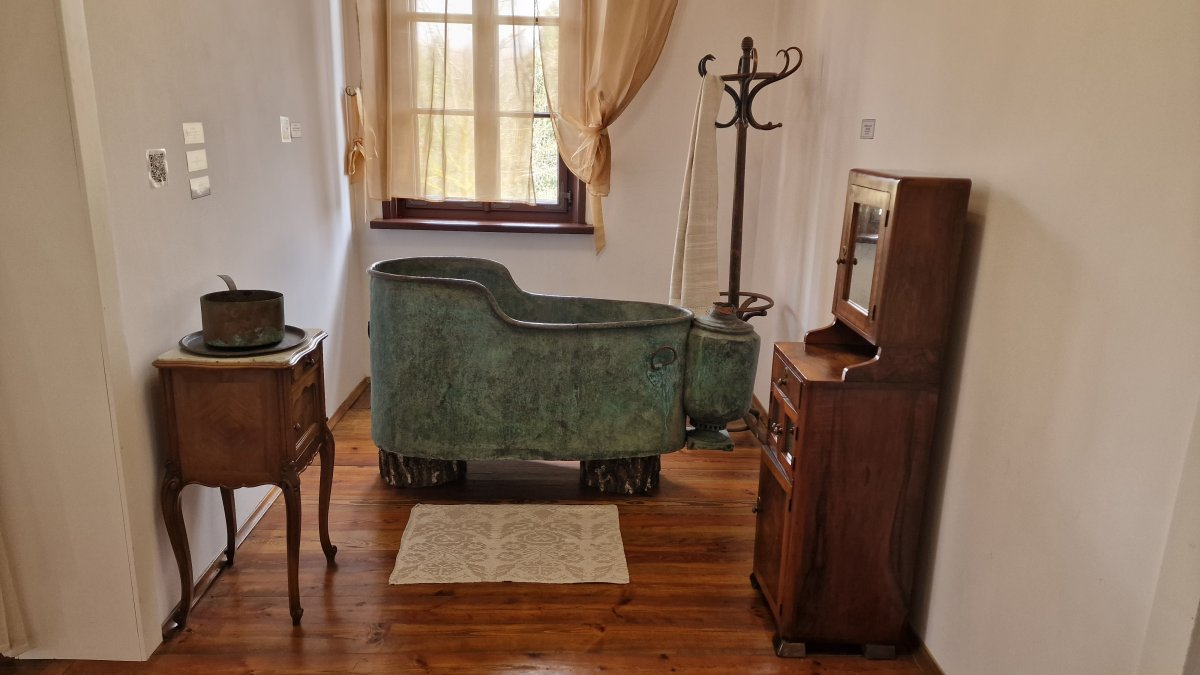
Усадьба. Экспозиции
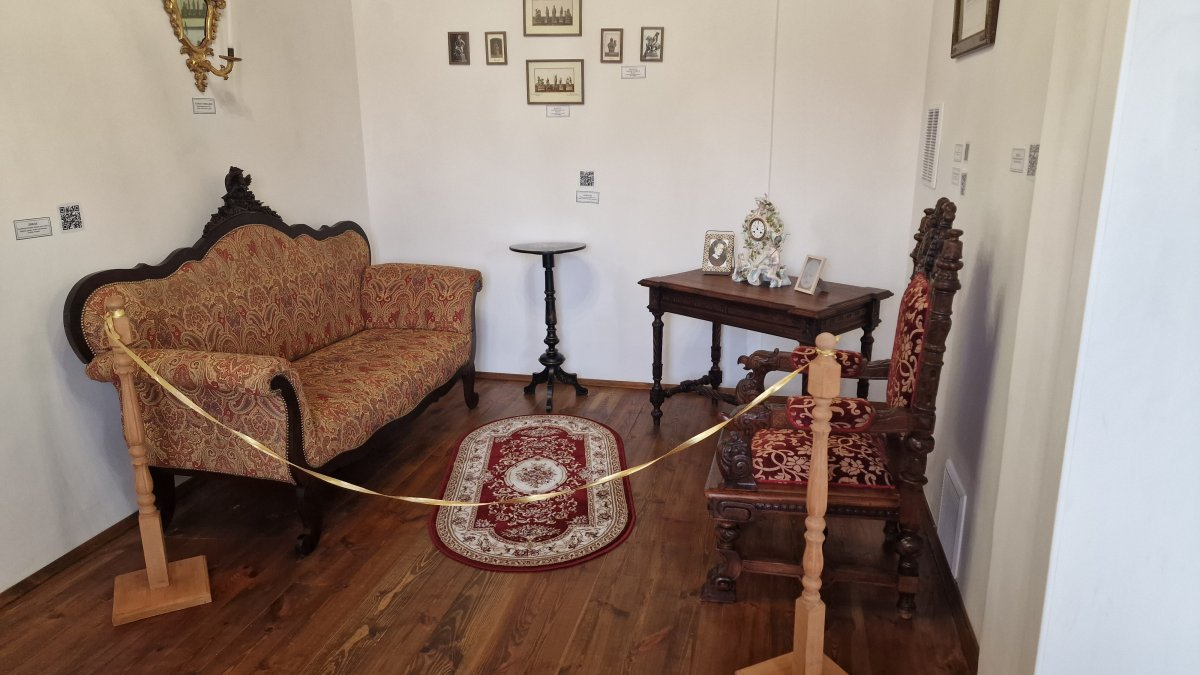
Усадьба. Экспозиции
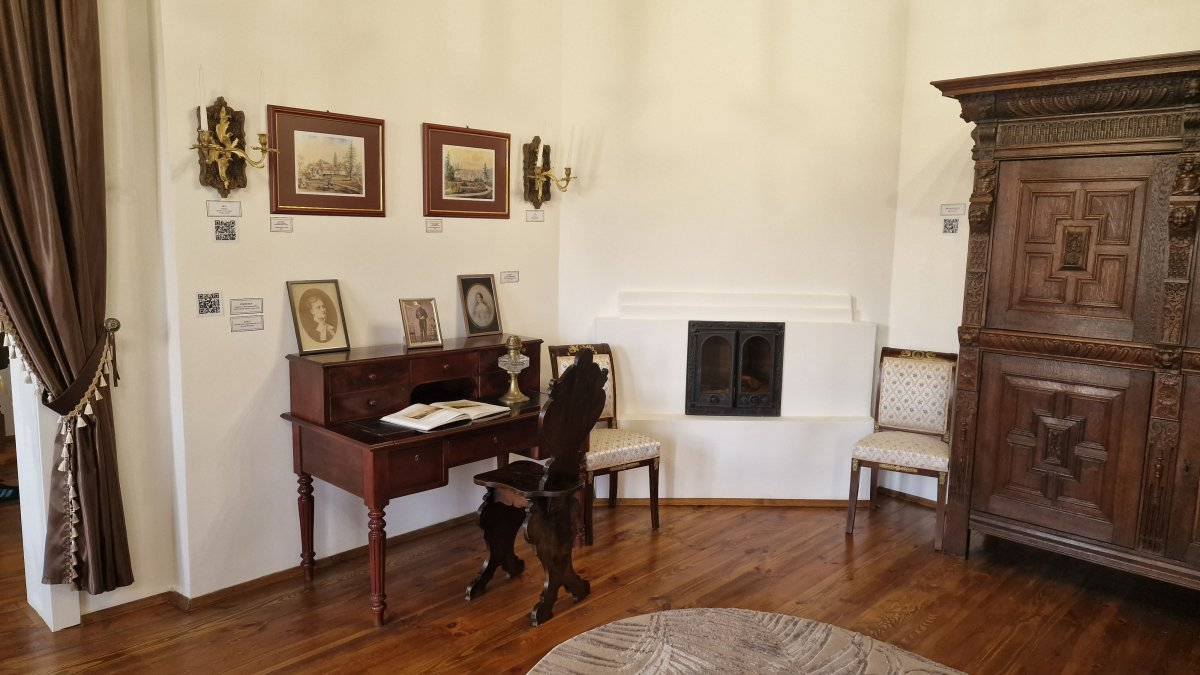
Усадьба. Экспозиции
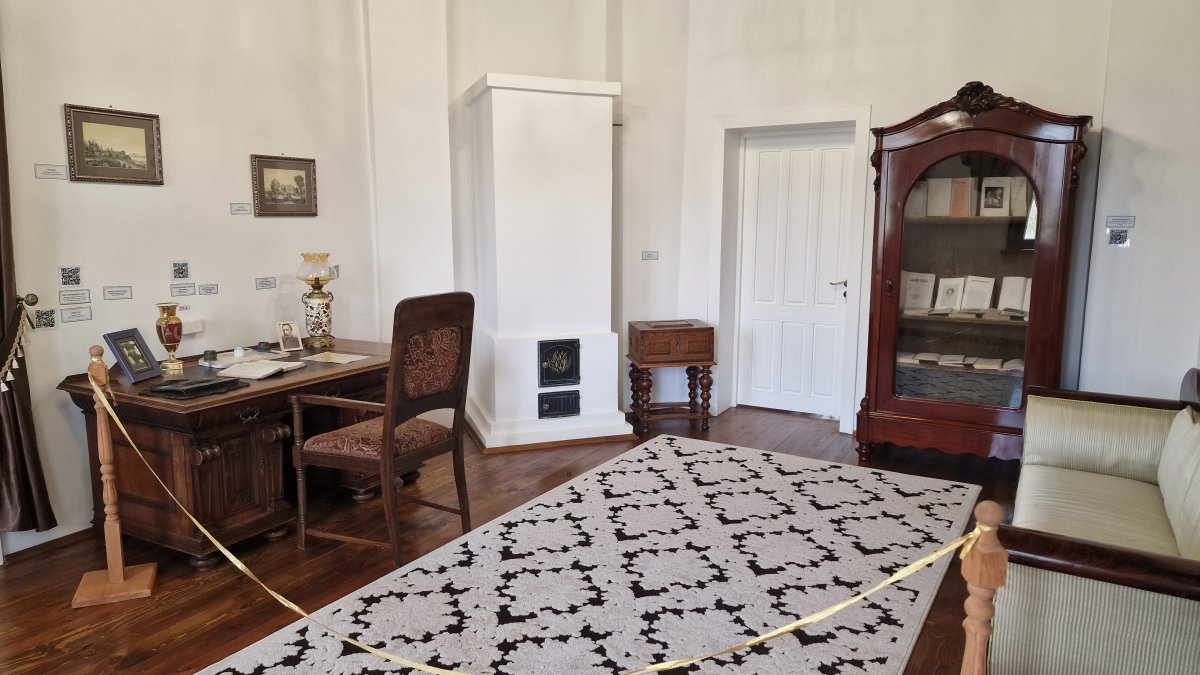
Усадьба. Экспозиции
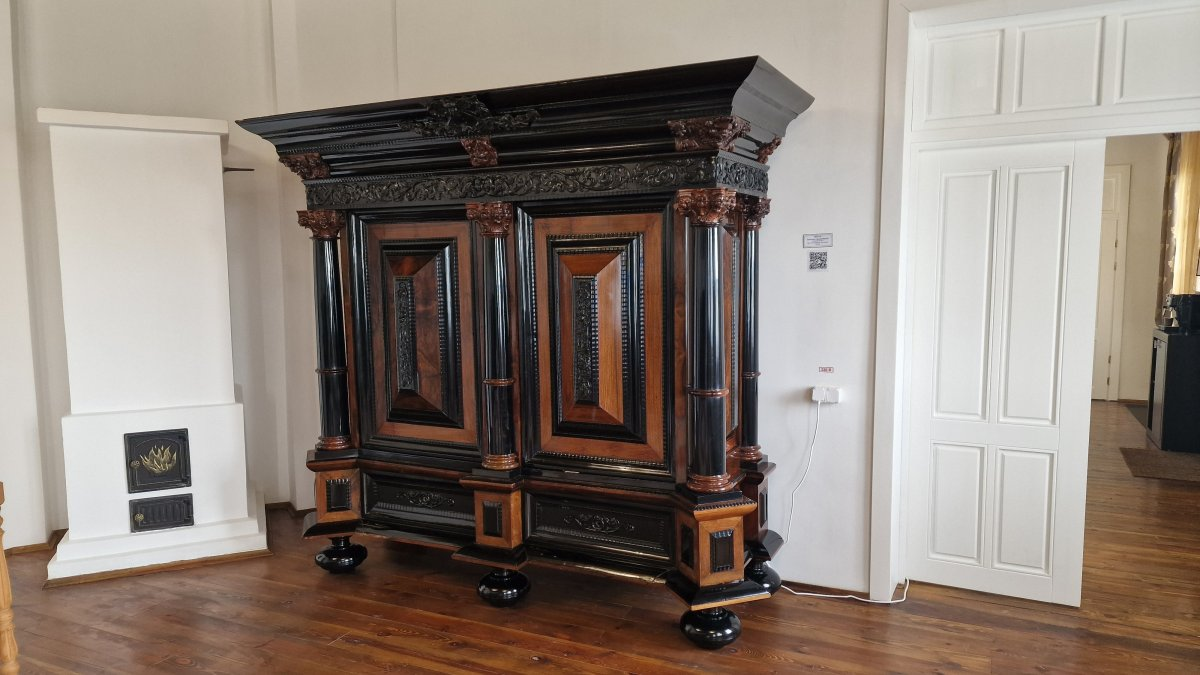
Усадьба. Экспозиции
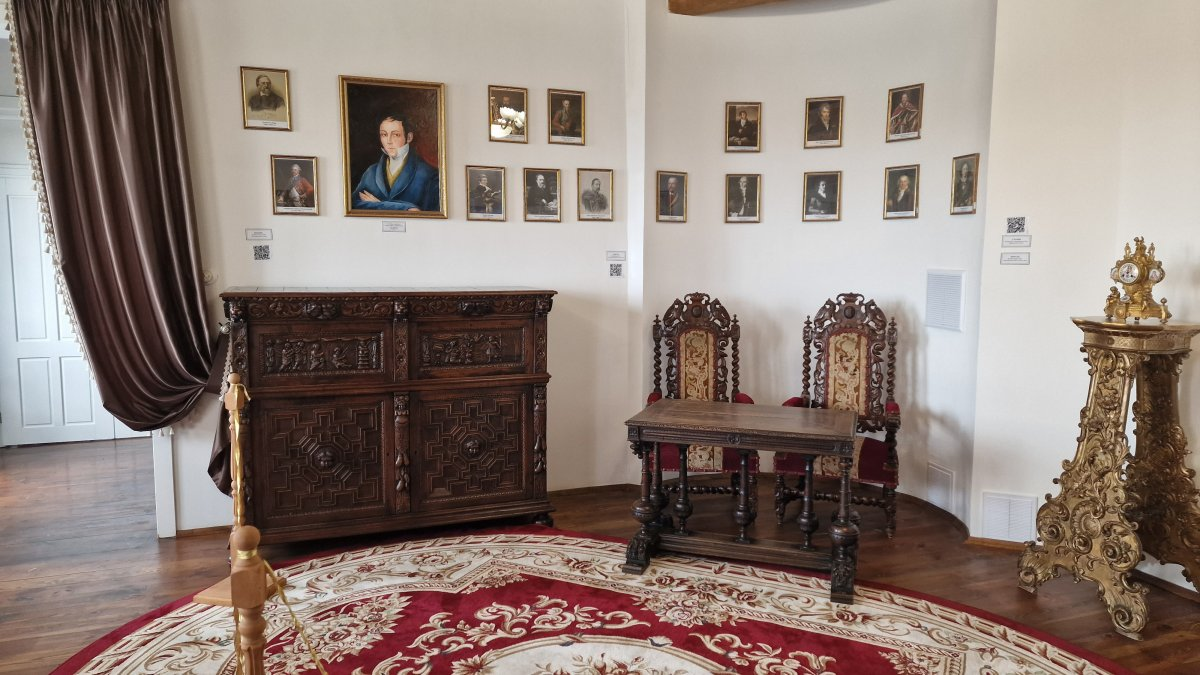
Усадьба. Экспозиции
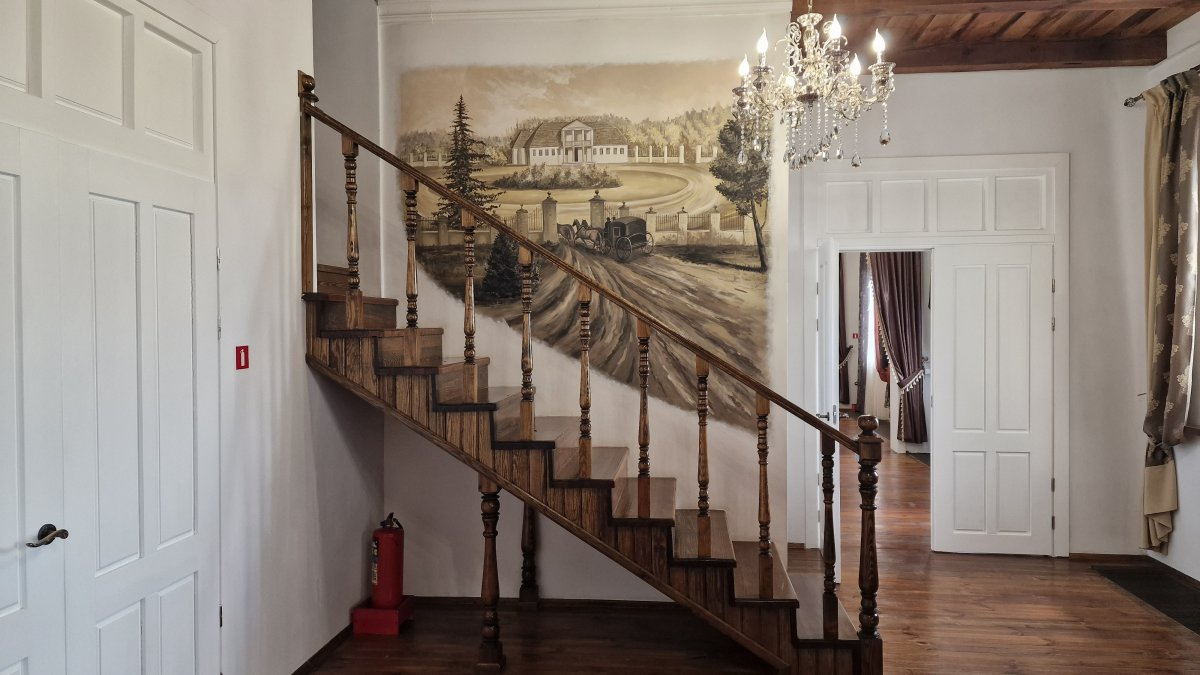
Усадьба. Экспозиции
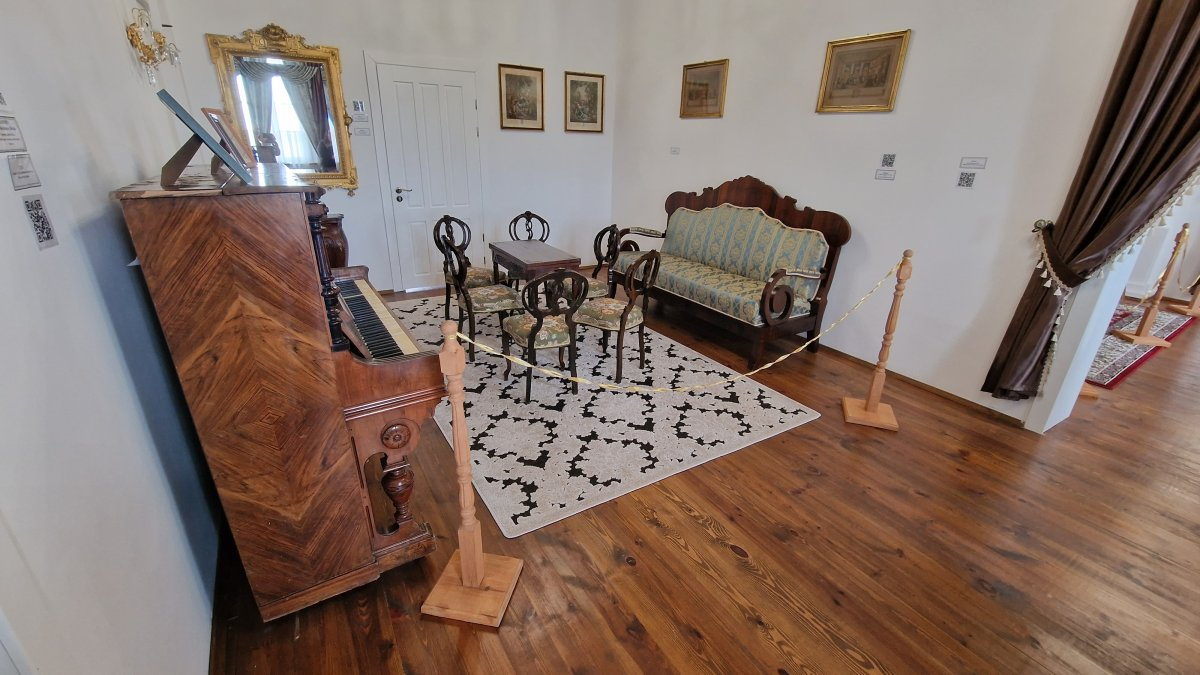
Усадьба. Экспозиции
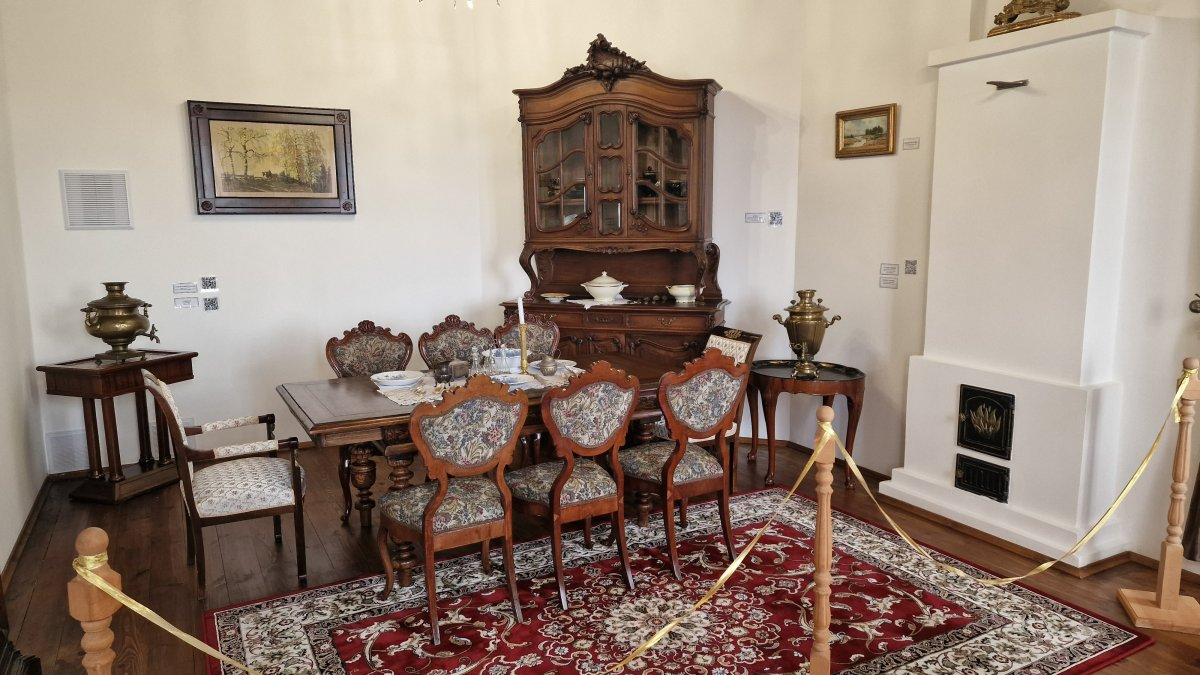
Усадьба. Экспозиции
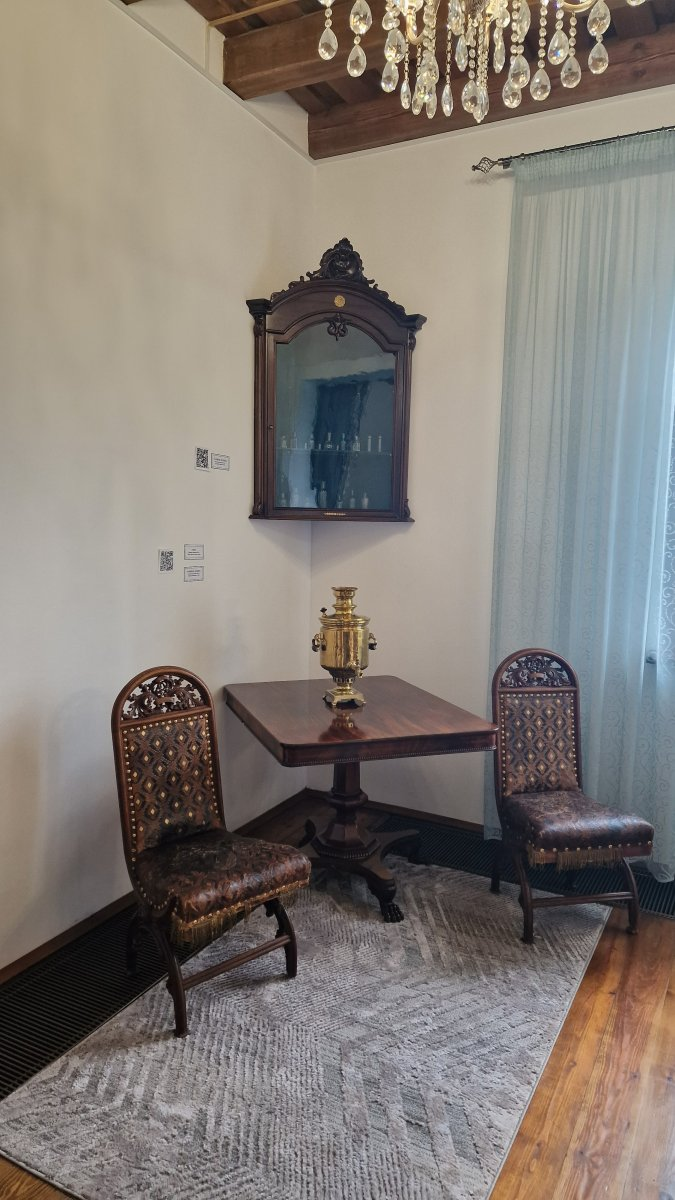
Усадьба. Экспозиции
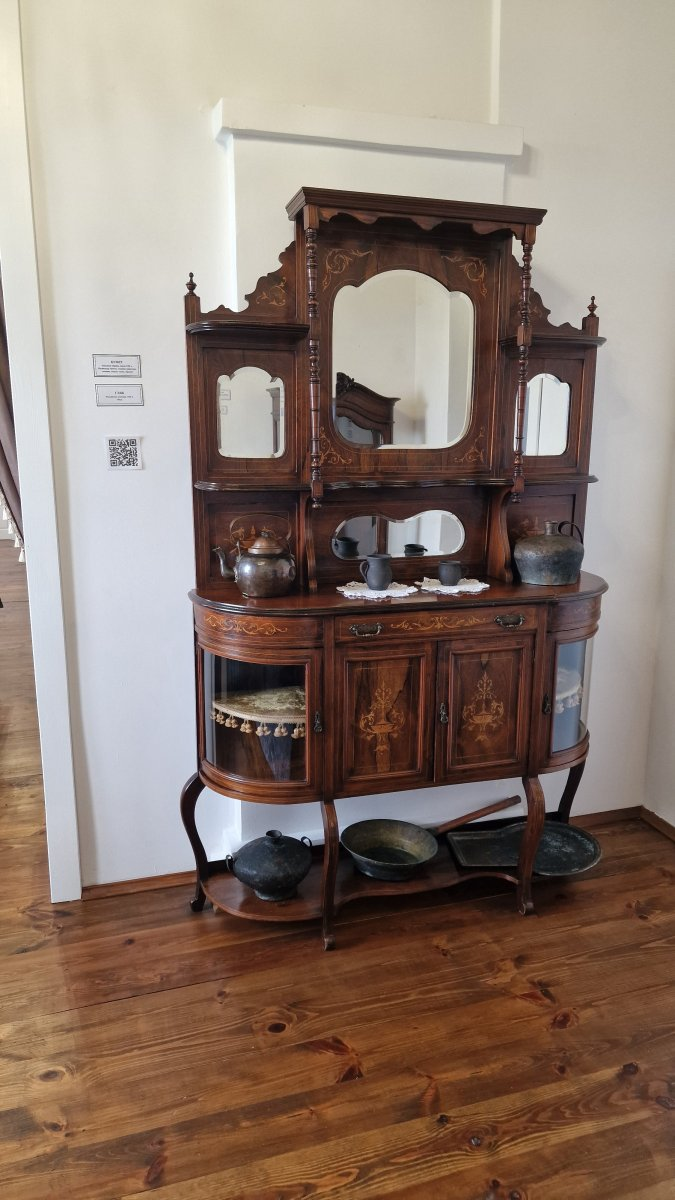
Усадьба. Экспозиции
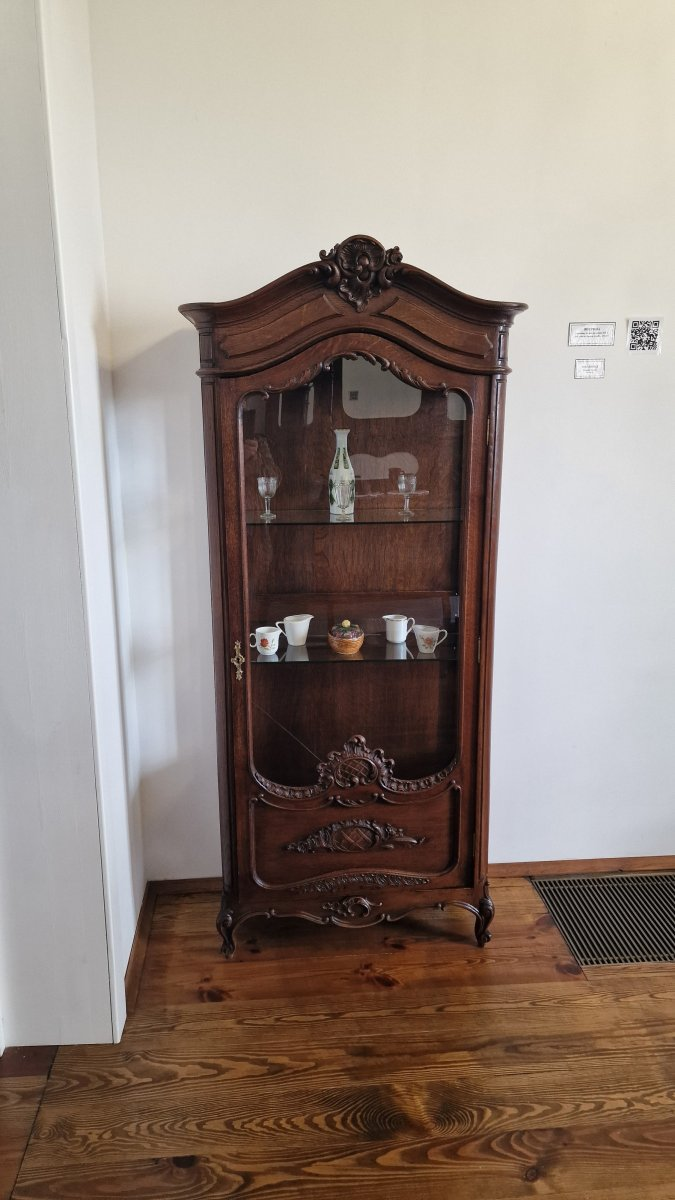
Усадьба. Экспозиции